# Nephelodes
Nephelodes is een geslacht van vlinders van de familie Uilen (Noctuidae), uit de onderfamilie Hadeninae.

## Soorten
- N. adusta Buckett, 1973
- N. carminata Smith, 1890
- N. demaculata Barnes & McDunnough, 1918
- N. mendica Barnes & Lindsey, 1921
- N. minians Guenée, 1852
- N. rubeolans Guenée, 1852